# Schebna
Schebna ist im Alten Testament der Name eines Staatsschreibers unter Hiskija.

## Etymologie
Der Name Schebna (hebräisch שֶׁבְנָה schevnā, altgriechisch Σομνας Somnas) ist ein zweiteiliger Satzname. Das Subjekt ist JHWH, das Prädikat ist unsicher. Entweder leitet es sich von hebr. שׁוב schuv „umkehren“ ab, wobei das נ n nur mit dem Imperativ vorkommt, sodass sich die Bedeutung „Kehre doch zurück, JHWH!“ ergibt. Nimmt man an, dass das n zur Verbwurzel dazugehört, ergibt sich ein Verb schbn, welches nicht belegt ist und für das die Bedeutung „sich nähern“ angenommen wird, sodass der Name „JHWH hat sich genaht“ bedeuten würde.
Es kommen verschiedene Namensvarianten vor:
- Schebanja (hebr. שְׁבַנְיָה schәvanjā, dies entspricht in der Septuaginta gr. Σεχενια Sechenia, Σαβανια Sabania, Σεβανι Sebani und Σαραβια Sarabia)
- Schebanjahu (hebr. שְׁבַנְיָהוּ schәvanjāhû, in der Septuaginta gr. Σοβνια Sobnia, Σοβνεια Sobneia, Σωβενια Sōbenia und Σομνια Somnia)

## Biographie
Schebna ist in 2 Kön 18–19  und Jes 36–37  ein Schreiber und königlicher Beamter unter Hiskija. Er wird zusammen mit Eljakim Zeuge einer Rede Rabschakes, des Anführers einer assyrischen Legion, welche das Ziel hat, den Widerstand der Jerusalemer Bevölkerung zu brechen und die Stadt einzunehmen. Da er dieses Ziel erreicht, schickt Hiskija Schebna und Eljakim zu Jesaja, von dem sie ein Heilswort erhalten, das auch in Erfüllung geht.
In Jes 22,15–25  findet sich ein Drohwort gegen Schebna. Dieser soll durch Eljakim ersetzt werden.